# Иоанн XIV (папа римский)
Иоанн XIV (лат. Ioannes PP. XIV; в миру Пьетро Канепанова, итал. Pietro Canepanova или Петр Канепановий, лат. Petrus Canepanovius; умер 20 августа 984) — Папа Римский с 10 декабря 983 года по 20 августа 984 года.

## Биография
Пьетро Канепанова родился в Павии и до своего восхождения на папский престол был епископом Павии и канцлером Оттона II Рыжего. Перед тем, как выдвинуть Пьетро, Оттон II предложил кандидатуру Майоля, настоятеля Клюни, имевшему репутацию святого человека, но тот отказался. Переговоры с Пьетро также не были лёгкими и длились четыре месяца, в течение которых папский престол был вакантным. Пьетро решил сменить имя при интронизации в знак смирения, чтобы избежать аналогий со Святым Петром.
Оттон II умер в Риме вскоре после избрания папы, 7 декабря, ему было всего 28 лет. Его преемник, Оттон III, был трёхлетним мальчиком, и императорская семья решила вернуться в Германию, чтобы противостоять претензиям на престол дяди Оттона III, герцога Баварии Генриха.
Оставшись без защиты императора, Иоанн XIV ничего не мог противостоять Кресцентии — самой могущественной семье Рима. Кресченци вернули из изгнания Франко Феруччо — антипапу Бонифация VII. Бонифаций за время своего пребывания в Константинополе смог заручиться и поддержкой византийского императора, Василия II, который был враждебен к Священной Римской империи.
В апреле 984 года на синоде, проведённом Бонифацием VII, Иоанн свергнут и заключён в тюрьму в замке Сант-Анджело, где и умер через четыре месяца, от голода и пыток.
Сразу после низложения Иоанна XIV Бонифаций VII был интронизирован. Духовенство и народ Рима приняли его, однако традиционно он считается антипапой и не включается в перечень римских пап.